# أثنا
أُثُنَّا أو أُثُنَّه أو أوْثَنَا أو زهرة الشيخ الأفريقية أو زهرة الحجاب (الاسم العلمي: Othonna) جنس نباتات برية عشبية ونجمية من الحرشفيات وفصيلة المركبات. أنواعه عديدة تصل إلى 111 نوع جميعها أفريقية المنبت. أوراقها متعاقبة درماء أو غشائية. أزهارها نورية رؤيسية صفر أو زرق.